# Flora Pyrenaea per ordines naturales gradatim digesta
Flora Pyrenaea per ordines naturales gradatim digesta (abreviado Fl. Pyren.) es un libro con ilustraciones y descripciones botánicas que fue escrito por el médico, botánico y explorador italiano Pietro Bubani y publicado en cuatro volúmenes en los años 1897 a 1902.

## Publicación
- Volumen n.º  1, Oct-Nov 1897;
- Volumen n.º  2, Dec 1899;
- Volumen n.º  3, Mar 1901;
- Volumen n.º  4, Dec 1901-Feb 1902